# Clintonia borealis
Clintonia borealis är en liljeväxtart som först beskrevs av William Aiton, och fick sitt nu gällande namn av Constantine Samuel Rafinesque. Clintonia borealis ingår i släktet Clintonia och familjen liljeväxter. Inga underarter finns listade.

## Bildgalleri

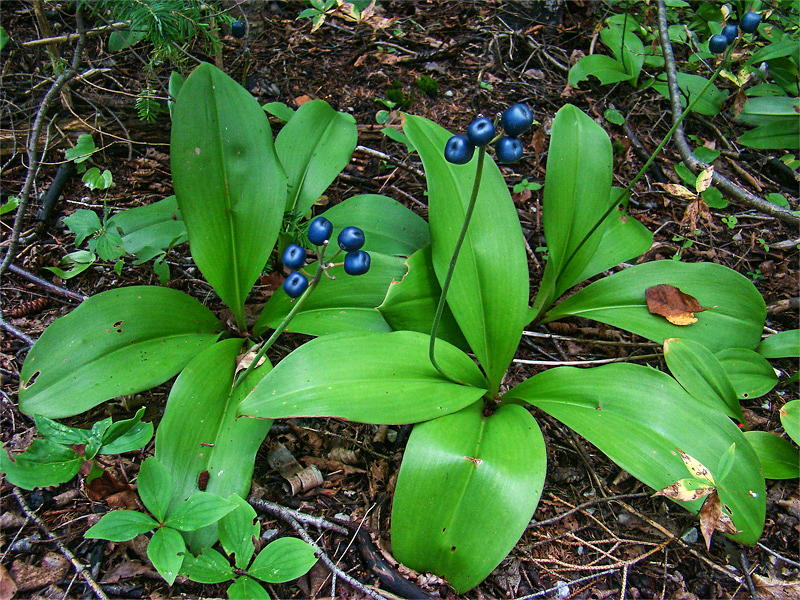
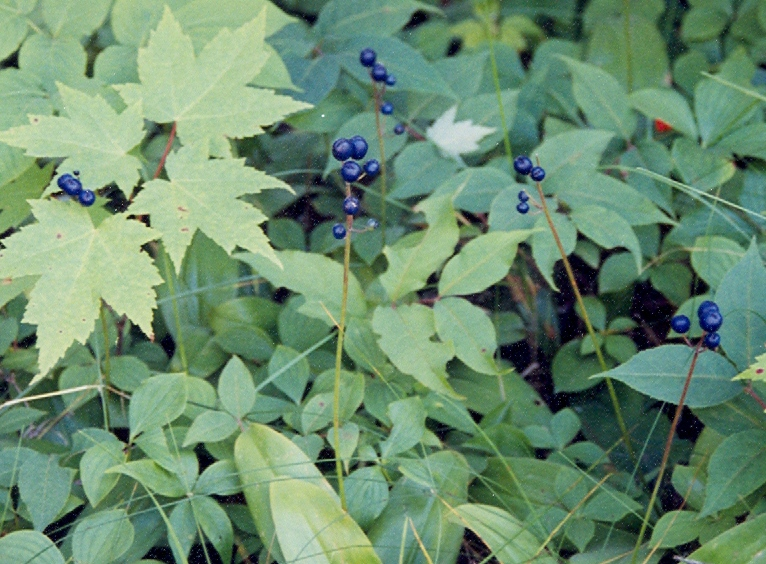